# Мацкін Рувим Ізраїлевич
Мацкін Руви́м Ізраї́левич (1926–1996) — український художник, працював у жанрі соцреалізму.
1955 року закінчив Харківське державне художнє училище. З 1970 року — член Харківського відділення Спілки художників СРСР.
Брав участь у республіканських виставках з 1963 року. З 1964 року працював на Харківському художньо-промисловому комбінаті, від 1975-го — головний художник комбінату.
В кінці 1980-х емігрував до Ізраїлю. Помер у 1996 році від раку легень.